# ニコライ・ペトロフ
ニコライ・アルノリドヴィチ・ペトロフ（ロシア語: Никола́й Арно́льдович Петро́в、ラテン文字転写例：Nikolai Arnol'dovich Petrov、1943年4月14日モスクワ - 2011年8月3日）は、ロシアのピアニスト。

## 略歴
1943年、ソビエト連邦時代のロシア、モスクワで音楽家と舞踏家の名門の家庭に生まれる。1949から1961年までモスクワ音楽院付属中央音楽学校で学び、1961年から1966年までモスクワ音楽院、1966年から1968年まで同音楽院研究科で学んだ。音楽院ではヤコフ・ザークに師事した。在学中の1962年には、 ヴァン・クライバーン国際ピアノコンクールに参加し第2位、1964年にはエリザベート王妃国際音楽コンクールに参加して第2位を受賞した。これらコンクールに参加してソビエト国外にデビューした後、幅広く国際的に活動を展開した。1966年のチャイコフスキー国際コンクールにも参加していたものの、手の故障のために本選会を棄権した。そのときの第1位は当時16歳のグリゴリー・ソコロフであった。
国内オーケストラのソリストとしての活動は、1965年からモスクワ国立アカデミー交響楽団 (Московская государственная академическая филармония) のソリストを務めていた。
ロシア音楽を得意とし、世界初録音のプロコフィエフ・ピアノソナタ全集を含む広いレパートリーを持つ。日本でも評価されるのが早く、桐朋学園などでマスタークラスを開講したことがあるほか、来日時の演奏も遺された。国際コンクールの審査も厳しく、チャイコフスキー・コンクールの本選会で「第1位ばかりが能じゃない」とアレクサンドル・ルビャンツェフを高く評価した（この時の彼の順位は3位）。
2011年5月に演奏旅行で訪問していたベラルーシで脳卒中に倒れ、その後搬送されたモスクワの病院で同年8月3日に死去した。68歳であった。

## 音楽・録音について
マイナーなレパートリーにも積極的に取り組み、当時まだ無名の存在だったニコライ・カプースチンのピアノソナタ第2番を初レコーディングした。
リストの『パガニーニ練習曲』の初版はリストの最難曲といわれているが、これも出版されたばかりの当時の楽譜を直読みして演奏に臨んだCDが、記念碑的な演奏となった。